# Дорпер
Дорпер — новая бесшерстная порода овец мясного направления продуктивности, выведенная в 1966 году путем скрещивания дорсетского и персидского типа овец Департаментом сельского хозяйства ЮАР. В настоящее время он является второй по распространенности породой овец в Южной Африке.

## История
Эта порода была развита путем скрещивания Дорсетского рогатого с Черноголовой персидской овцой в 1930-х годах. Считается, что другие породы, такие как Van Rooy, также способствовали развитию породы Дорпер. Название «Дорпер» — это сочетание первых слогов родительских пород Дорсет и Персидский.
Порода хорошо приспособлена для выживания в засушливых обширных районах Южной Африки. Обладает высокой рождаемостью и материнским инстинктом в сочетании с высокими темпами роста и выносливостью. Порода имеет характерную чёрную голову.
Прирост живой массы, который позволяет ягнятам достигать примерно 36 кг (79 фунтов) (17 — 18 кг (37-39 фунтов) тушек) за 100 дней, был получен от первых скрещенных животных, выращенных в регионе Малли.
Дорпер является второй по численности породой в Южной Африке и распространилась во многих других странах мира.
Генетика Дорпер также способствовала развитию австралийской породы белых овец.

## Характеристика
Дорпер — быстрорастущая мясная овца с короткой, легкой шерстью, которая выпадает поздней весной и летом. Он был разведён в Южной Африке и в настоящее время является второй по популярности породой в этой стране. Дорпер хорошо адаптируется к различным климатическим и пастбищным условиям. В Австралии Дорпер в настоящее время разводят в засушливых и тропических районах, а также в южных штатах с высоким уровнем осадков, и прекрасно адаптировались к условиям сильного холода и сырости Тасмании.
Порода чрезвычайно приспособлена с высокой способностью к росту и производительности в нерегулярных условиях и условиях низкого количества осадков. Известно, что Дорперы хорошо адаптируется к условиям кормления. Считается, что порода обладает способностью пасти и просматривать, что говорит о том, что она будет потреблять растения, которые редко употребляются мериносом. Также в отличие от мериносов, Дорпер не нуждаются в стрижке.
Дорпер — лёгкая в уходе порода, требующая минимальных затрат труда. Они имеет толстую кожу, которая высоко ценится и защищает овец в суровых климатических условиях. Кожа Дорпер является самой востребованной овечьей шкурой в мире и продается под названием Cape Glovers. Кожа составляет высокий процент дохода (20 %) в Южной Африке.
Основное хозяйственное и экономическое значение дорперских овец — мясная продуктивность.